# Happy Endings (serie de televisión)
Happy endings es una comedia de situación estadounidense, creada por David Caspe y emitida originalmente por la ABC. Protagonizada por Eliza Coupe, Elisha Cuthbert, Zachary Knighton, Adam Pally, Damon Wayans, Jr. y Casey Wilson, la serie se estrenó el 13 de abril de 2011. Un mes después, se comunicó que habría una segunda temporada y el 11 de mayo de 2012 que habría una tercera de 22 episodios. El 22 de agosto de 2011, se estrenó en Latinoamérica en Sony, mientras que en España se emite en MTV desde el 3 de junio de 2012, bajo el título de Finales felices.
El 10 de mayo de 2013, la ABC anunció su decisión de no renovar la serie para una cuarta temporada, sin embargo la cadena USA Network ha mostrado su interés en recuperar la serie.

## Argumento
La serie gira en torno a las vidas de un grupo de amigos que viven en Chicago. La pareja que los unió (Alex y Dave), y que han estado juntos durante diez años y están a punto de casarse, pero en medio de su boda perfecta, alguien entra en la iglesia y profesa su amor por Alex con un discurso magnífico. Para sorpresa de Dave, Alex sale corriendo con él dejando su vida absolutamente destruida. Después del fiasco de la boda, el grupo de amigos se vuelca en consolar a Dave. Alex regresa, sola, e intenta explicar por qué rompió con él. Bo, el chico por el que Dave cree que le dejó, no es la razón por la que se dio a la fuga durante la boda. Alex llevaba cuestionándose sus sentimientos hacia él durante algún tiempo, y probablemente los 40 dólares en efectivo que le regaló en el último día de San Valentín no hayan ayudado, pero que no tenía intención de hacerle daño. Ante esto, Dave apunta que es la clase de cosas que discutes antes de la boda, no durante ella. Ambos aceptan firmar una tregua, pero no será nada fácil. Esto deja al resto del grupo (Max, Brad, Jane, y Penny) en una posición incómoda, ya sea tratando de estar juntos como amigos o por tener que tomar partido. Alex y Dave deciden seguir siendo amigos, pero hay muchas más complicaciones en el camino.

## Elenco y personajes

### Personajes principales
- Eliza Coupe como Jane Kerkovich-Williams. Es la hermana mayor de Alex, siempre ha tenido que esforzarse para brillar por encima de su hermana. Es la esposa de Brad, quiere formar una familia y vivir una "vida perfecta suburbana" con él. Es muy competitiva y tiende a embriagarse cuando está estresada.
- Elisha Cuthbert como Alex Kerkovich. La exnovia de Dave que lo deja en el altar el día de su boda. Todavía tiene cierto pesar por dejarlo, sintiéndose culpable por ello. Le gusta ir a citas dobles y "noches de chicas" con su mejor amiga, Penny.
- Zachary Knighton como Dave Rose. El novio al cual su prometida (Alex) deja plantado delante del altar, complicando las relaciones de los amigos de la pareja. Se muda a vivir en el sofá de Max, los padres de éste, creen que es gay y que esa fue la razón de su fracaso.
- Adam Pally como Max Blum. El amigo gay del grupo quien oculta de sus padres por mucho tiempo su orientación sexual y le hizo creer por muchos años que Penny era su novia, hasta que Dave lo obligó a decirles la verdad. Es muy sarcástico y le encanta comer y jugar a videojuegos. Ahora comparte piso con Dave.
- Damon Wayans, Jr. como Brad Williams. El marido de Jane, quien hace lo que dice, a pesar de no estar generalmente de acuerdo con sus ideas. Él trabaja para una firma de inversiones grandes de Chicago y es el mejor amigo de Dave y Max. Jane y Brad se conocieron cuando Dave los presentó en la universidad.
- Casey Wilson como Penny Hartz. La desesperada del grupo. Está tremendamente preocupada ante la posibilidad de no encontrar al hombre perfecto para ella.

### Personajes recurrentes
- Stephen Guarino como Derrick. El gay extravagante y estereotipado. Max se lo presenta a Penny, cuando ella se queja de que Max no el típico gay que ella quería que fuera, sin embargo, el que sea el tipo gay, cansa a Penny y se aleja de él, aunque más tarde le pide que se haga pasar por su prometido en una boda. Se casa con su novio Eric al final de la segunda temporada.
- Seth Morris como Scotty. El amigo raro y un poco psicótico de Max. Max de vez en cuando lo llama cuando necesita un favor, como cuando intenta dañar una tienda de mascotas o finge ser un guía turístico. Él es también el nuevo árbitro/juez en la búsqueda anual del tesoro de «Rosalita's Run».
- Megan Mullally como Dana Hartz.[9] La súper positiva y optimista madre de Penny. Se ha divorciado tres veces y es cantante. Comienza a salir con «Big» Dave, el padre de Dave.
- James Wolk como Grant.[10] El exnovio de Max, quien regresa a su vida cuando aparece en la limusina de Max en el Día de San Valentín.
- Nick Zano como Pete. Amigo y posible interés amoroso de Penny que aparece en la tercera temporada.[11]
- Damon Wayans como Francis «Fran» Williams.[12]

## Episodios
| Temporada | Temporada | Episodios | Emisión original         | Emisión original     |
| Temporada | Temporada | Episodios | Inicio                   | Final                |
| --------- | --------- | --------- | ------------------------ | -------------------- |
|           | 1         | 13        | 13 de abril de 2011      | 24 de agosto de 2011 |
|           | 2         | 21        | 28 de septiembre de 2011 | 4 de abril de 2012   |
|           | 3         | 23        | 23 de octubre de 2012    | 3 de mayo de 2013    |